# Panama op de Olympische Zomerspelen 2024
Panama nam deel aan de Olympische Zomerspelen 2024 in Parijs, Frankrijk.

## Medailleoverzicht
| Medaille | Naam          | Sport  | Onderdeel                | Datum       |
| -------- | ------------- | ------ | ------------------------ | ----------- |
| Zilver   | Atheyna Bylon | Boksen | Middengewicht -75 kg (v) | 10 augustus |

## Aantal deelnemers
Hieronder volgt een overzicht van de atleten die zich reeds gekwalificeerd hebben voor de Olympische Zomerspelen van 2024.
| Sport       | Mannen | Vrouwen | Totaal |
| ----------- | ------ | ------- | ------ |
| Atletiek    | 1      | 1       | 2      |
| Boksen      | 0      | 1       | 1      |
| Gymnastiek  | 0      | 1       | 1      |
| Judo        | 0      | 1       | 1      |
| Wielersport | 1      | 0       | 1      |
| Zwemmen     | 1      | 1       | 2      |
| Totaal      | 3      | 5       | 8      |

## Deelnemers en resultaten

### Atletiek

#### Loopnummers
Mannen
| Atleet         | Onderdeel | Voorronde | Voorronde | Series | Series | Herkansingen | Herkansingen | Halve finale   | Halve finale   | Finale         | Finale         |
| Atleet         | Onderdeel | Tijd      | Rang      | Tijd   | Rang   | Tijd         | Rang         | Tijd           | Rang           | Tijd           | Rang           |
| -------------- | --------- | --------- | --------- | ------ | ------ | ------------ | ------------ | -------------- | -------------- | -------------- | -------------- |
| Arturo Deliser | 100 m     | 10,34     | 1 Q       | 10,35  | 7      | n.v.t.       | n.v.t.       | Niet geplaatst | Niet geplaatst | Niet geplaatst | Niet geplaatst |

Vrouwen
| atlete          | onderdeel    | series | series | herkansingen | herkansingen | halve finale | halve finale | finale | finale |
| atlete          | onderdeel    | tijd   | rang   | tijd         | rang         | tijd         | rang         | tijd   | rang   |
| --------------- | ------------ | ------ | ------ | ------------ | ------------ | ------------ | ------------ | ------ | ------ |
| Gianna Woodruff | 400 m horden | 54.93  | 5 q    |              |              |              |              |        |        |

### Boksen
Vrouwen
| atleet        | onderdeel     | eerste ronde         | tweede ronde         | kwartfinale          | halve finale         | finale               | rang           |
| atleet        | onderdeel     | tegenstander uitslag | tegenstander uitslag | tegenstander uitslag | tegenstander uitslag | tegenstander uitslag | rang           |
| ------------- | ------------- | -------------------- | -------------------- | -------------------- | -------------------- | -------------------- | -------------- |
| Atheyna Bylon | middengewicht | bye                  | Khalzova W 4 - 1     | Wójcik W 3 - 2       | niet geplaatst       | niet geplaatst       | niet geplaatst |

### Gymnastiek

#### Turnen
Vrouwen
| atlete        | onderdeel | kwalificatie | kwalificatie | kwalificatie | kwalificatie | kwalificatie | kwalificatie | finale         | finale         | finale         | finale         | finale         | finale         |
| atlete        | onderdeel | toestel      | toestel      | toestel      | toestel      | totaal       | positie      | toestel        | toestel        | toestel        | toestel        | totaal         | positie        |
| atlete        | onderdeel | sprong       | brug         | balk         | vloer        | totaal       | positie      | sprong         | brug           | balk           | vloer          | totaal         | positie        |
| ------------- | --------- | ------------ | ------------ | ------------ | ------------ | ------------ | ------------ | -------------- | -------------- | -------------- | -------------- | -------------- | -------------- |
| Hillary Heron | meerkamp  | 13.650       | 11.766       | 12.166       | 13.033       | 50.765       | 44           | niet geplaatst | niet geplaatst | niet geplaatst | niet geplaatst | niet geplaatst | niet geplaatst |

### Judo
Vrouwen
| atleet           | onderdeel | eerste ronde         | tweede ronde         | kwartfinale          | halve finale         | herkansing           | finale / BM          | finale / BM    |
| atleet           | onderdeel | tegenstander uitslag | tegenstander uitslag | tegenstander uitslag | tegenstander uitslag | tegenstander uitslag | tegenstander uitslag | rang           |
| ---------------- | --------- | -------------------- | -------------------- | -------------------- | -------------------- | -------------------- | -------------------- | -------------- |
| Kristine Jiménez | −57 kg    | EOR Dahouk W 10 - 00 | Deguchi V 00 - 10    | niet geplaatst       | niet geplaatst       | niet geplaatst       | niet geplaatst       | niet geplaatst |

### Wielersport

#### Wegwielrennen
Mannen
| atleet             | onderdeel    | tijd    | rang |
| ------------------ | ------------ | ------- | ---- |
| Franklin Archibold | wegwedstrijd | 6:39:27 | 67   |

### Zwemmen
Mannen
| Atleet             | Onderdeel        | Series  | Series | Halve finale   | Halve finale   | Finale         | Finale         |
| Atleet             | Onderdeel        | Tijd    | Rang   | Tijd           | Rang           | Tijd           | Rang           |
| ------------------ | ---------------- | ------- | ------ | -------------- | -------------- | -------------- | -------------- |
| Tyler Christianson | 200 m schoolslag | 2.15,62 | 22     | Niet geplaatst | Niet geplaatst | Niet geplaatst | Niet geplaatst |

Vrouwen
| atlete       | onderdeel        | series  | series | halve finale   | halve finale   | finale         | finale         |
| atlete       | onderdeel        | tijd    | rang   | tijd           | rang           | tijd           | rang           |
| ------------ | ---------------- | ------- | ------ | -------------- | -------------- | -------------- | -------------- |
| Emily Santos | 100 m schoolslag | 1:09.94 | 30     | niet geplaatst | niet geplaatst | niet geplaatst | niet geplaatst |